# 化工站 (湖北省)
化工站是一个汉丹铁路上的铁路车站，位于湖北省应城市化工街，建于1960年，目前为三等站，邮政编码为432407。目前客运：办理旅客乘降；行李、包裹托运；货运：仅办理专用线、专用铁道整车货物发到。